# ユダヤ砂漠

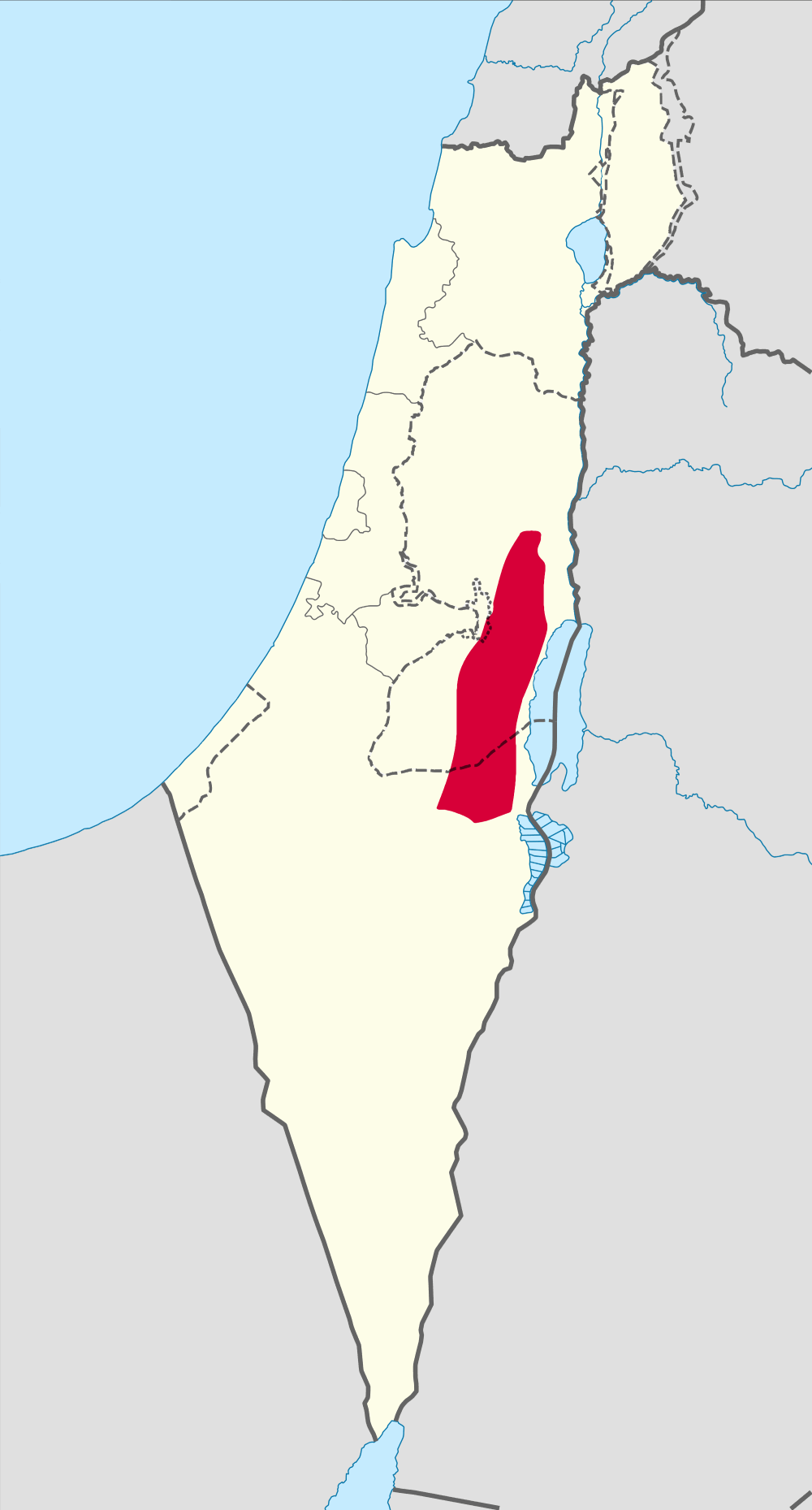
イスラエルから西岸にかけてのユダヤ砂漠の位置（赤地）。

ユダヤ砂漠（ユダヤさばく、英語: Judaean Desert / Judean Desert、ヘブライ語: מִדְבַּר יְהוּדָה‎ Midbar Yehuda、アラビア語: صحراء يهودا Sahraa' Yahuda）は、エルサレム東方から死海へと下っていく途中の、イスラエルとパレスチナのヨルダン川西岸地区にまたがるところにある砂漠。ネゲヴの北東部からベイト・エルの東方へ広がるこの砂漠は、急崖（エスカープメント）を伴う段丘をもつことが特徴となっている。砂漠の末端は、死海やヨルダン渓谷に落ちる急崖となっている。深く狭い峡谷 (ravine) の発達も見られ、西部では 366メートル (1,201 ft)、東部でも 183メートル (600 ft) の深さになるところもある。ユダヤ砂漠は、東側のユダヤ山地とともに、特別な形状の構造をもっている。
この砂漠は、ヤシモン（ヘブライ語: יְשִׁימוֹן Yeshimon）とも呼ばれることがあるが、これは「砂漠」、「荒野」という意味であるとともに、「ユダ族の荒野」ないし「ユダヤの荒野」などの意にもとれる。

## 位置と気候
ユダヤ砂漠は、エルサレムの東方にあり、死海へと下っていくところにある。周辺のおもな都市地域には、エルサレムのほかに、ベツレヘム、グーシュ・エツヨン、エリコ、ヘブロンがある。
ユダヤ地方の降水量は、西方の丘陵地で 400–500ミリメートル (16–20 in)、中央部の西エルサレムで 600ミリメートル (24 in)、東エルサレムで 400ミリメートル (16 in) に減少し、東部では雨蔭効果のために 100ミリメートル (3.9 in) 程度まで下がる。ケッペンの気候区分は、西部の地中海性気候から東部の砂漠気候へと変化し、中間には細長いステップ気候の地域が広がる。

## ユダヤ帯水層
エルサレムのヘブライ大学の調査によると、ユダヤ砂漠の地下には、ユダヤ帯水層という水脈が存在しており、この帯水層はユダヤ山地に発し、北東方向へ死海に向かって流れ、ツキム (Tsukim)、カネ (Kane)、サマル (Samar)、エン・ゲディの泉で地表にも現れる。降雨を集めるこの帯水層には、毎年およそ1億立方メートルほどの水が流れている。

## 考古学
「死海文書」は、1947年以降に、ユダヤ砂漠の11か所の洞窟から発見が重ねられたものである。

## 観光
ユダヤ砂漠には、観光地として、古代の要塞跡であるマサダがあるほか、急峻な峡谷へ降りてゆくハイキングなどが観光客を集めている。

## ギャラリー

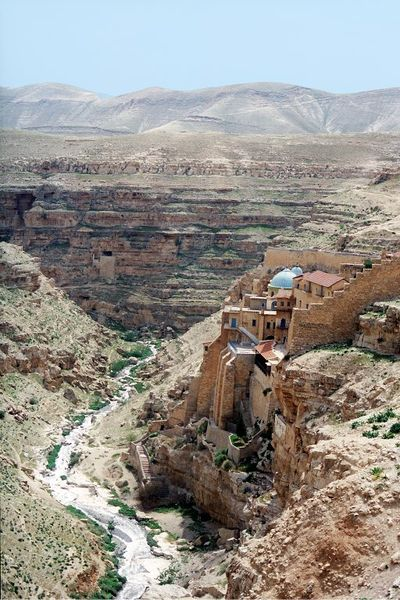
ケデロンの谷のマル・サバ。
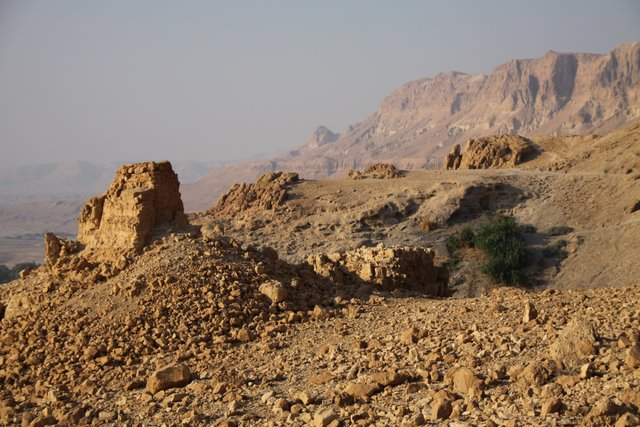
エン・ゲディのヤイル山 (Mount Yair) から見たユダヤ砂漠。
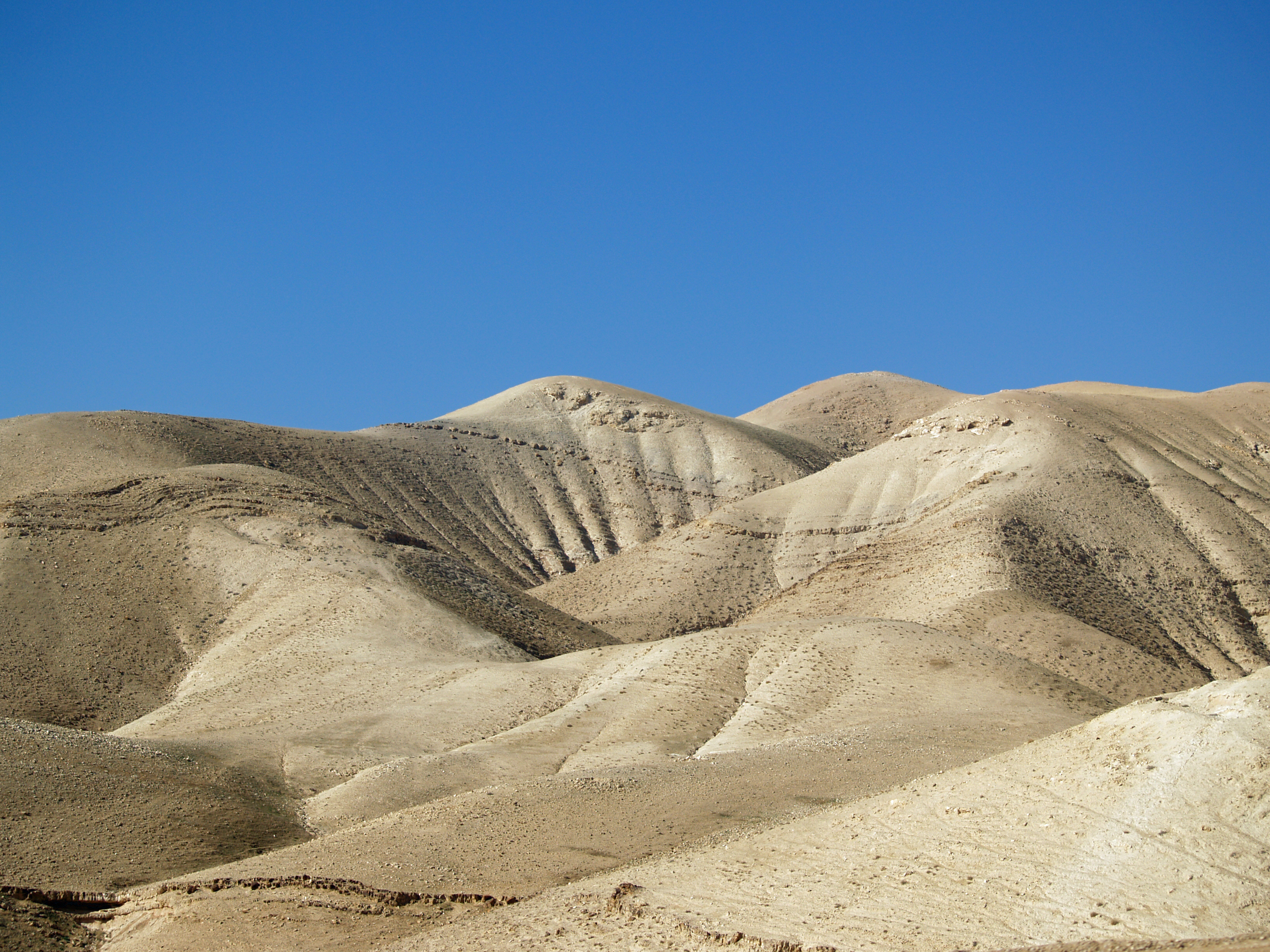
ユダヤ砂漠の中の丘陵。
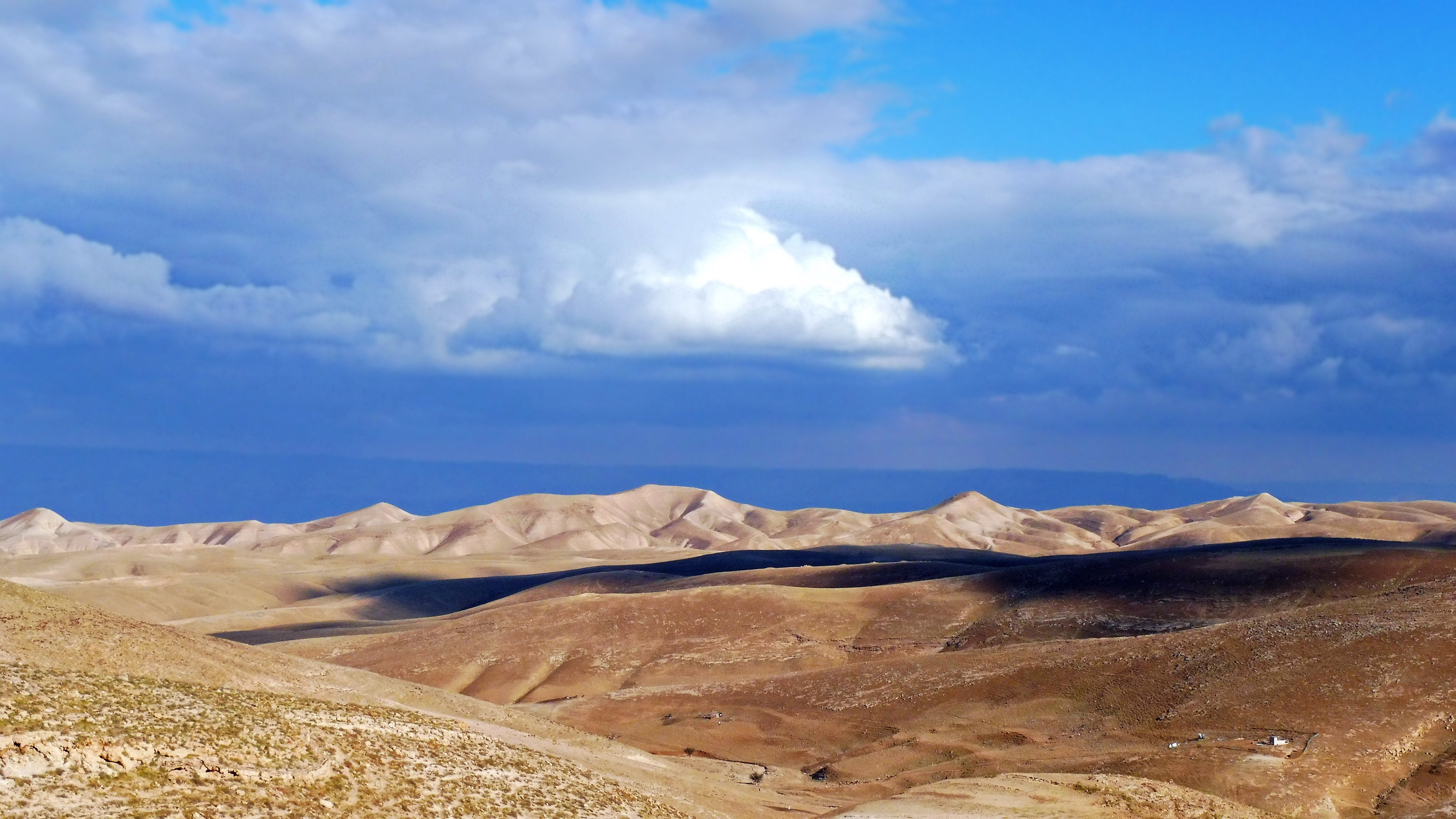
エルサレム郊外、マアレ・アドゥンミームから見たユダヤ砂漠。